# Нојнкирхен ам Бранд
Нојнкирхен ам Бранд (њем. Neunkirchen am Brand) град је у њемачкој савезној држави Баварска. Једно је од 29 општинских средишта округа Форххајм. Према процјени из 2010. у граду је живјело 7.983 становника. Посједује регионалну шифру (AGS) 9474154.

## Географски и демографски подаци
Нојнкирхен ам Бранд се налази у савезној држави Баварска у округу Форххајм. Град се налази на надморској висини од 317 метара. Површина општине износи 26,4 km². У самом граду је, према процјени из 2010. године, живјело 7.983 становника. Просјечна густина становништва износи 302 становника/km².

## Међународна сарадња
| Мјесто  | Држава  | Врста сарадње | Од    |
| ------- | ------- | ------------- | ----- |
| Дерлајк | Белгија | партнерство   | 1983. |
| Извор   |         |               |       |